# تكاتش
ياروسلاف تكاتش (بالألمانية: Jaroslav Tkáč)‏ (1871 - 1927 م) هو مستشرق نمسوي.
تتلمذ على تيودور جومبرس Theodor Gomperz، وأتقن العربية وبعض اللغات السامية.